# Pravdinsk (oblast Kaliningrad)
Pravdinsk (Russisch: Правдинск; Duits: Friedland in Ostpreußen; Litouws: Romuva; Pools: Frydląd) is een stad in de Russische oblast Kaliningrad, gelegen aan de rivier de Lava op ongeveer 30 kilometer van Bagrationovsk. Het is het bestuurlijk centrum van het district Pravdinski. De stad had 4.480 inwoners bij de volkstelling van 2002.

## Geschiedenis
De stad werd in 1312 door de Duitse Orde gesticht als een oversteekplaats over de rivier. De stad werd bekend onder de Duitse naam Friedland en werd in 1525 geannexeerd bij het hertogdom Pruisen en 1701 van het koninkrijk Pruisen.
Op 14 juni 1807 versloeg Napoleon Bonaparte in de Slag bij Friedland een gecombineerd Russisch-Pruisisch leger.
De stad werd in 1945 veroverd door het Rode Leger en geannexeerd bij de Sovjet-Unie. De Duitse bevolking werd verdreven. De stad werd hernoemd in Pravdinsk (Pravda betekent in het Russisch “waarheid”). De Kerk van de Heilige George in het stadscentrum werd een Russisch-orthodoxe kerk.
Bestuurlijk centrum: Kaliningrad

Bagrationovsk · Baltiejsk · Goerjevsk · Goesev · Gvardejsk · Krasnoznamensk · Ladoesjkin · Lozovoje · Mamonovo · Neman · Nesterov · Ozjorsk · Pionerski · Polessk · Pravdinsk · Slavsk · Sovjetsk · Svetlogorsk · Svetly · Tsjernjachovsk · Vesjoloje · Zelenogradsk